# Henri Brocard
Pierre René Jean Baptiste Henri Brocard (Vignot, 12 de maio de 1845 – Bar-le-Duc, 16 de janeiro de 1922) foi um matemático e oficial francês. É conhecido pela invenção e descoberta das propriedades dos pontos de Brocard, do círculo de Brocard e do triângulo de Brocard, todos levando seu nome.

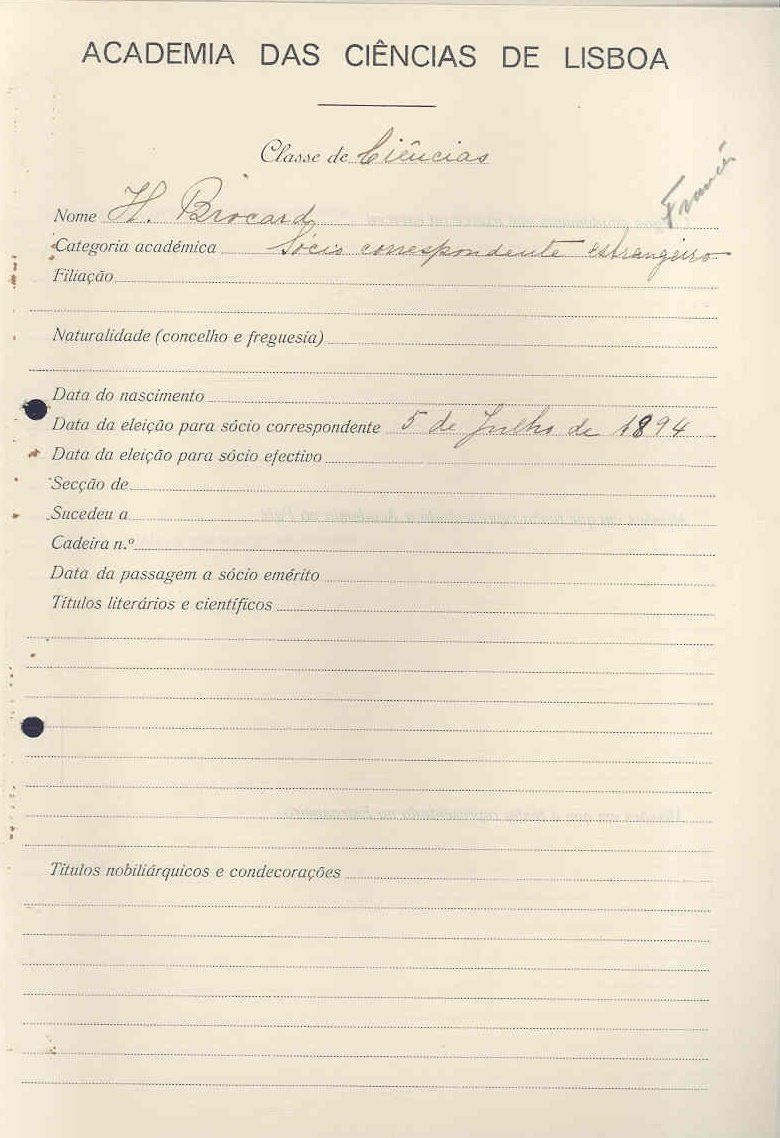
Registro manuscrito da Academia das Ciências de Lisboa

Foi palestrante do Congresso Internacional de Matemáticos em Estrasburgo (1920).

## Obras
- Etudes d'un nouveau cercle du plan du triangle. Assoc. Français pour l'Avancement des Sciences, Congrés d'Alger, Vol. 10, 1881, p. 138-159.
- Notices sur les titres et travaux scientifique. Bar le Duc 1895.
- Notes de bibliographie des courbes géométriques. Bar le Duc, 1897, 1899, 2 Volumes. Das Buch erschien nur in etwa 50 Exemplaren und enthält Informationen zu rund 1000 Kurven.
- com T. Lemoyne: Courbes géométriques remarquables. 2 Bände, Paris, Band 1, 1920, 1967 (Nova Ediçaõ), Band 2, 1967.
- Fortsetzung mit E. Vigarié des historisch-bibliographischen Berichts über Dreiecksgeometrie von E. Lemoine, Berichte (Compte rendu) der Afas, 1885, 1889, 1895, 1906.